# Kształt bakterii

Kształty bakterii

Podział bakterii ze względu na morfologię oparty jest na kształcie bakterii. Wyróżnia się trzy podstawowe grupy:
- bakterie o kształcie pałeczkowatym
  - pałeczki bacteria
  - laseczki bacilli
  - maczugowce corynebacteria
  - prątki mycobacteria
- bakterie o kształcie kulistym
  - ziarenkowce cocci
  - gronkowce staphylococci
  - paciorkowce streptococci
  - dwoinki diplococcus
  - pakietowce sarcina
- bakterie o kształcie spiralnym
  - śrubowce spirilla
  - przecinkowce vibrio
  - krętki spirochaete